# Gwijde I van Ponthieu
Gwijde I van Ponthieu (overleden op 13 november 1100) was van 1053 tot aan zijn dood graaf van Ponthieu. Hij behoorde tot het huis Ponthieu.

## Levensloop
Gwijde was de tweede zoon van graaf Hugo II van Ponthieu en Bertha, dochter van heer Gerimfried van Aumale. 
Nadat zijn oudere broer Engelram II in 1053 sneuvelde tijdens de strijd tegen de Normandische hertog Willem de Veroveraar, volgde Gwijde hem op als graaf van Ponthieu. Hij zette de strijd tegen Willem de Veroveraar verder, als bondgenoot van koning Robert I van Frankrijk, maar in 1054 werd hij in de Slag bij Mortemer door de Normandische hertog verslagen en gevangengenomen. Tijdens zijn gevangenschap nam Gwijdes oom, bisschop Gwijde van Amiens, de heerschappij over Ponthieu op zich. In 1056 werd Gwijde terug vrijgelaten, nadat hij zich bereid had verklaard om een vazal van de hertog van Normandië te worden. Ook moest hij zijn erfaanspraken op de burcht van Aumale opgeven. 
Toen Harold Godwinson, de graaf van Wessex, in 1064 op zijn reis naar Normandië voor de kusten van Ponthieu schipbreuk leed, liet Gwijde hem gevangennemen en naar de burcht van Abbeville brengen. Volgens kroniekschrijver Wace behandelde Gwijde Harold met grote hoffelijkheid. Hij besloot Harold Godwinson niet onmiddellijk uit te leveren aan Willem de Veroveraar en liet de Normandische hertog eerst een hoge som losgeld betalen voor dit gebeurde. In afwachting daarvan verbleef de graaf van Wessex in de burcht van Beaurain. Deze episode werd ook uitvoerig afgebeeld op het Tapijt van Bayeux.
Gwijde I van Ponthieu stierf in 1100 en werd bijgezet in de door hem gestichte Sint-Pieterspriorij van Abbeville. Omdat hij geen overlevende mannelijke nakomelingen had, werd hij opgevolgd door zijn dochter Agnes en haar echtgenoot Robert II van Bellême.

## Huwelijk en nakomelingen
Gwijde was gehuwd met ene Adela, wier afkomst onbekend gebleven is. Ze kregen volgende kinderen:
- Engelram, stierf voor zijn vader
- Agnes (overleden rond 1110), huwde in 1087 met heer Robert II van Bellême, eveneens graaf van Shrewsbury
- Ida, abdis van de Abdij van Austreberte nabij Montreuil
- Mathilde